# Référendum sur l'autonomie du Groenland de 1979
Pour les articles homonymes, voir Référendum sur l'autonomie du Groenland.
Le référendum sur l'autonomie du Groenland de 1979 est un référendum consultatif qui s'est tenu le 17 janvier 1979 au Groenland.

## Résultats
Le référendum de 1979 a été approuvé à 70,1 % avec un taux de participation de 63,3 %.